# ご当地フォルムカード
ご当地フォルムカード（ごとうちフォルムカード）とは、日本の47都道府県を代表する食べ物や名所、行事等のイラストを印刷した変形ポストカードである。形とデザインが多彩であること、都道府県名が入っており、その都道府県の郵便局のみでの限定販売が基本であることから、旅先からの便りや、コレクションとして、人気を博している。

## 概要
日本郵便株式会社（2012年9月までは郵便局株式会社）のオリジナル郵便関連商品『ポスタコレクト』ブランドの商品として、2009年から2020年までに合計471種類が販売された。（種類数についての詳細は「発売時期と種類数」の項を参照。）累計販売枚数は2019年3月時点で700万枚を超えている。
カードは厚紙製。絵柄に合わせた変形のダイカットカードで、横型タイプが幅170mm×高さ133mm、縦型タイプが幅100mm×高さ170mmのサイズである。絵柄面には、都道府県名がローマ字表記で記載されている。（例外あり、「その他」の項を参照。）
郵便物として国内宛てに差し出す際には定形外郵便物の扱いとなる。国外宛に差し出す際には、変形であるためにそのままでは送れず、四角い封筒に入れて定形または定形外またはグリーティングカードとする必要がある。
当初は、コクヨグループのポスタルスクウェア株式会社が事業を担当していたが、2019年4月からは文具卸業である加藤憲G.R.S.株式会社へ承継された。
2024年7月、すべてのご当地フォルムカードについて、追加生産の終了と、在庫限りでの販売終了が発表された
。
2025年3月31日をもって郵便局での販売を終了した。
郵便局での販売以外には、加藤憲G.R.S.株式会社が通販やイベント会場にて販売を継続している。

## 発売時期と種類数
ご当地フォルムカードの発売時期と種類数の一覧を以下に示す。
このうち、その都道府県の郵便局のみでの限定販売というご当地フォルムカードの基本に鑑みて、「ご当地フォルムカード 富士山」、および第1弾から第10弾までを合わせた計471種、またはこれに「第10弾エリアセット限定カード」11種を加えた計482種を、ご当地フォルムカードの種類数とすることが多い。
|                               | 種類数 | 発売時期            | 販売価格                                                     | 備考                                                                             |
| ----------------------------- | ------ | ------------------- | ------------------------------------------------------------ | -------------------------------------------------------------------------------- |
| 富士山（FUJISAN）             | 01     | 2009年7月           | 180円（消費税5%込） 185円（消費税8%込） 189円（消費税10%込） | 静岡県および山梨県で販売                                                         |
| 第1弾                         | 47     | 2009年9月           | 180円（消費税5%込） 185円（消費税8%込） 189円（消費税10%込） |                                                                                  |
| 第2弾                         | 47     | 2010年7月           | 180円（消費税5%込） 185円（消費税8%込） 189円（消費税10%込） |                                                                                  |
| 第3弾                         | 47     | 2011年4-5月         | 180円（消費税5%込） 185円（消費税8%込） 189円（消費税10%込） | 東日本大震災で大きな被害のあった東北6県および茨城県は5月の発売。                 |
| 第4弾                         | 47     | 2012年2月           | 180円（消費税5%込） 185円（消費税8%込） 189円（消費税10%込） |                                                                                  |
| 第5弾                         | 47     | 2013年4月           | 180円（消費税5%込） 185円（消費税8%込） 189円（消費税10%込） |                                                                                  |
| 第6弾                         | 47     | 2014年4月           | 180円（消費税5%込） 185円（消費税8%込） 189円（消費税10%込） |                                                                                  |
| イベント限定版 高尾山         | 01     | 2015年4月           | 200円（消費税8%込）                                          | 東京で開催された「ご当地フォルムカード展」会場にて、限定1000枚を販売した。       |
| 第7弾                         | 47     | 2015年3月           | 185円（消費税8%込） 189円（消費税10%込）                     |                                                                                  |
| 第8弾                         | 47     | 2016年7月           | 185円（消費税8%込） 189円（消費税10%込）                     |                                                                                  |
| 2017-2018限定版（第9弾）      | 47     | 2017年8月           | 250円（消費税8%込）                                          | ミニカード付き                                                                   |
| 第10弾                        | 47     | 2019年4月-2020年1月 | 250円（消費税8%込） 255円（消費税10%込） 表示は「232円+税」  | 発売時期はエリアごとに異なる。 ミニカード付き                                    |
| 第10弾エリアセット 限定カード | 11     | 2019年4月-2020年1月 | セット販売のみ                                               | 第10弾の「エリアセット」にのみ含まれるカード。                                   |
| スペシャルカード              | 06     | 2020年1月           | 510円（消費税10%込） 表示は「464円+税」                      | 過去の人気絵柄6種を、従来のサイズの1.2倍にし、キラキラの特殊印刷を施したカード。 |

## 販売個所
第１弾から第８弾まで
全国の一部の郵便局で販売されるが、たとえば北海道限定のご当地フォルムカードは北海道内の郵便局で販売され、他の都府県では販売されない。2017年4月現在は1枚185円で販売される。第一弾となった富士山のみは複数の県にまたがって発売されている。
2017-2018限定版
2017年8月17日から2018年9月30日までの限定で全国の一部の郵便局で販売されるが、都道府県単位ではなく、エリア単位で購入できる。例えば、愛知県内の郵便局では、東海エリア（三重、愛知、静岡、岐阜）のフォルムカードを購入することができる。それぞれのフォルムカードにミニカードが付いて250円で販売される。
第10弾
全国一部の郵便局で販売されるが、2017-2018限定版と同様に、エリア単位で購入できる。2017-2018限定版と同様に、それぞれのフォルムカードにミニカードがついて250円、エリアごとのフォルムカードがセットになったフォルムカードセット（限定カード付き、ミニカードは付かない）の２パターンが販売される。第１弾から第８弾及び2017-2018限定版と違い、全国同時に販売されるのではなく、2019年4月から2020年1月まで、エリアごとに発売時期が異なる。2019年4月に関東エリア、2019年7月に東海・北陸・信越エリアと九州・沖縄エリアが販売されている。

## 歴史
- 2009年7月　ご当地フォルムカードFUJISANが発売される。この当時の価格は180円である。
- 2009年9月　第1弾が発売される。
- 2010年7月　第2弾が発売される。
- 2011年4月　第3弾が発売される。
- 2012年2月　第4弾が発売される。
- 2013年4月　第5弾が発売される。
- 2014年4月1日　消費税率8%への引き上げにより価格を180円から185円に改定
- 2014年4月　第6弾が発売される。
- 2015年3月　第7弾が発売される
- 2016年7月　第8弾が発売される。
- 2017年8月　2017-2018限定版が発売される。価格は250円
- 2019年4月　第10弾　関東エリアが発売される。価格はフォルムカード（ミニカード付き）が250円、フォルムカードセット（限定カード付き）が2,000円
- 2019年7月　第10弾　東海・北陸・信越エリアと九州・沖縄エリアが発売される。価格はフォルムカード（ミニカード付き）が250円、東海・北陸・信越エリアフォルムカードセット（限定カード付き）が各2,220円、九州・沖縄エリアフォルムカードセット（限定カード付き）が各2,000円
- 2019年10月　第10弾　近畿エリア（計6種）を発売。
- 2020年1月　第10弾　北海道・東北エリア（計7種）と中国・四国エリア（計9種）、およびスペシャルカードを発売。
- 2021年3月31日　第10弾およびスペシャルカードについて、郵便局での販売を終了[5]。
- 2024年7月31日　すべてのご当地フォルムカードについて、追加生産を終了し、在庫限りで販売を終了すると発表した。
- 2025年3月31日　すべてのご当地フォルムカードについて、郵便局での販売を終了。

## 題材の一覧

### 第1弾～第10弾（計470種）

#### 北海道
- 第1弾 - 時計台
- 第2弾 - 木彫りの熊
- 第3弾 - キタキツネ
- 第4弾 - とうきび
- 第5弾 - ライラック
- 第6弾 - ジンギスカン料理
- 第7弾 - 北海道庁旧本庁舎（赤れんが庁舎）
- 第8弾 - 大通公園
- 第9弾 - いかめし
- 第10弾 - スルメイカ（真イカ）

#### 青森県
- 第1弾 - りんご
- 第2弾 - ねぶた祭
- 第3弾 - マグロ
- 第4弾 - にんにく
- 第5弾 - 津軽三味線
- 第6弾 - 貝焼き味噌
- 第7弾 - 弘前城
- 第8弾 - 太宰治 with斜陽館
- 第9弾 - 五所川原立佞武多
- 第10弾 - のっけ丼

#### 岩手県
- 第1弾 - わんこそば
- 第2弾 - 河童
- 第3弾 - 中尊寺金色堂
- 第4弾 - 浄土ヶ浜
- 第5弾 - チャグチャグ馬コ
- 第6弾 - 盛岡さんさ踊り
- 第7弾 - 南部鉄器
- 第8弾 - 盛岡冷麺
- 第9弾 - 盛岡じゃじゃ麺
- 第10弾 - 南部煎餅

#### 宮城県
- 第1弾 - 伊達政宗
- 第2弾 - 七夕まつり
- 第3弾 - 松島
- 第4弾 - こけし
- 第5弾 - フカヒレ
- 第6弾 - 蔵王御釜
- 第7弾 - ずんだ餅
- 第8弾 - 瑞鳳殿
- 第9弾 - 仙台牛たん
- 第10弾 - 黒漆五枚胴具足 伊達政宗所用

#### 秋田県
- 第1弾 - なまはげ
- 第2弾 - 秋田犬
- 第3弾 - 秋田竿燈まつり
- 第4弾 - かまくら
- 第5弾 - 田沢湖とたつこ像
- 第6弾 - きりたんぽ
- 第7弾 - 角館武家屋敷通り（青柳家と人力車）
- 第8弾 - ハタハタ
- 第9弾 - 大館曲げわっぱ
- 第10弾 - 稲庭うどん

#### 山形県
- 第1弾 - さくらんぼ
- 第2弾 - 花笠まつり
- 第3弾 - 左馬
- 第4弾 - 樹氷
- 第5弾 - 縄文の女神
- 第6弾 - 羽黒山五重塔
- 第7弾 - 玉こんにゃく
- 第8弾 - 銀山温泉
- 第9弾 - ラ・フランス
- 第10弾 - 芋煮

#### 福島県
- 第1弾 - 野口英世
- 第2弾 - 赤べこ
- 第3弾 - 相馬野馬追
- 第4弾 - 起上がり小法師
- 第5弾 - フラダンス
- 第6弾 - 大内宿
- 第7弾 - 三春滝桜
- 第8弾 - 会津さざえ堂
- 第9弾 - 会津若松城
- 第10弾 - 土湯こけし

#### 茨城県
- 第1弾 - 納豆
- 第2弾 - 帆引き船
- 第3弾 - メロン
- 第4弾 - 袋田の滝
- 第5弾 - 五浦六角堂
- 第6弾 - れんこん
- 第7弾 - 栗
- 第8弾 - あんこう
- 第9弾 - ピーマン
- 第10弾 - 偕楽園

#### 栃木県
- 第1弾 - いちご
- 第2弾 - 三猿
- 第3弾 - 餃子
- 第4弾 - 史跡足利学校
- 第5弾 - 益子焼
- 第6弾 - いろは坂
- 第7弾 - かんぴょう
- 第8弾 - 華厳ノ滝
- 第9弾 - 巴波川（蔵の街）
- 第10弾 - 眠り猫

#### 群馬県
- 第1弾 - だるま
- 第2弾 - 湯もみ
- 第3弾 - 吹割の滝
- 第4弾 - 富岡製糸場
- 第5弾 - こんにゃく
- 第6弾 - 焼きまんじゅう
- 第7弾 - 下仁田ネギ
- 第8弾 - ひもかわうどん
- 第9弾 - キャベツ
- 第10弾 - 湯畑

#### 埼玉県
- 第1弾 - 草加せんべい
- 第2弾 - 時の鐘
- 第3弾 - 長瀞とSL
- 第4弾 - 和同開珎
- 第5弾 - 歓喜院聖天堂
- 第6弾 - 岩槻人形（雛人形）
- 第7弾 - ジャンボこいのぼり
- 第8弾 - 秩父夜祭
- 第9弾 - 狭山茶
- 第10弾 - つなぎの龍

#### 千葉県
- 第1弾 - 落花生
- 第2弾 - 菜の花
- 第3弾 - 銚子電気鉄道
- 第4弾 - 鯛
- 第5弾 - 枝豆
- 第6弾 - 房州うちわ
- 第7弾 - あさり
- 第8弾 - 梨
- 第9弾 - マッシュルーム
- 第10弾 - いすみ鉄道

#### 東京都
- 第1弾 - 雷門
- 第2弾 - 東京タワー
- 第3弾 - 上野動物園
- 第4弾 - 東京都庁舎
- 第5弾 - 東京駅丸の内駅舎
- 第6弾 - 渋谷スクランブル交差点
- 第7弾 - 国会議事堂
- 第8弾 - 江戸前寿司
- 第9弾 - 東京スカイツリー
- 第10弾 - 羽子板

#### 神奈川県
- 第1弾 - みなとみらい21
- 第2弾 - 江ノ電
- 第3弾 - 芦ノ湖 with海賊船
- 第4弾 - スカジャン
- 第5弾 - 川崎大師
- 第6弾 - 箱根登山電車
- 第7弾 - ペリーと黒船
- 第8弾 - 鎌倉大仏
- 第9弾 - 金太郎
- 第10弾 - スパゲッティナポリタン

#### 山梨県
- 第1弾 - ぶどう
- 第2弾 - 武田信玄
- 第3弾 - ほうとう
- 第4弾 - 桃
- 第5弾 - ネクタイ
- 第6弾 - 北口本宮冨士浅間神社
- 第7弾 - 山梨リニア実験線
- 第8弾 - ワイン
- 第9弾 - 吉田のうどん
- 第10弾 - ひまわり

#### 長野県
- 第1弾 - りんご
- 第2弾 - 国宝松本城
- 第3弾 - ニホンカモシカ
- 第4弾 - 上高地
- 第5弾 - おやき
- 第6弾 - 妻籠宿
- 第7弾 - 信州善光寺
- 第8弾 - 真田信繁（幸村）
- 第9弾 - 信州そば
- 第10弾 - 松茸

#### 新潟県
- 第1弾 - 朱鷺
- 第2弾 - 錦鯉
- 第3弾 - 上杉謙信
- 第4弾 - へぎそば
- 第5弾 - 笹団子
- 第6弾 - 西福寺開山堂
- 第7弾 - 火焔型土器
- 第8弾 - 魚沼産コシヒカリ
- 第9弾 - おぢや風船一揆
- 第10弾 - 柿の種

#### 富山県
- 第1弾 - 立山黒部アルペンルート
- 第2弾 - チューリップ
- 第3弾 - ホタルイカ
- 第4弾 - 雨晴海岸
- 第5弾 - 黒部ダム
- 第6弾 - おわら風の盆
- 第7弾 - 富山の売薬
- 第8弾 - ブリ
- 第9弾 - ます寿司
- 第10弾 - 五箇山（岩瀬家）

#### 石川県
- 第1弾 - 九谷焼
- 第2弾 - 起上がり
- 第3弾 - 兼六園
- 第4弾 - 白米千枚田
- 第5弾 - 金沢箔
- 第6弾 - 能登の揚げ浜式製塩
- 第7弾 - ひがし茶屋街
- 第8弾 - 加賀友禅
- 第9弾 - 尾山神社
- 第10弾 - 主計町茶屋街

#### 福井県
- 第1弾 - 恐竜
- 第2弾 - 越前ガニ
- 第3弾 - 眼鏡
- 第4弾 - 水仙
- 第5弾 - 若狭塗箸
- 第6弾 - 丸岡城
- 第7弾 - 東尋坊
- 第8弾 - 一乗谷朝倉氏遺跡
- 第9弾 - 浜焼き鯖
- 第10弾 - 越前おろしそば

#### 岐阜県
- 第1弾 - 白川郷
- 第2弾 - さるぼぼ
- 第3弾 - 鵜飼
- 第4弾 - 高山祭
- 第5弾 - 郡上おどり
- 第6弾 - 岐阜提灯
- 第7弾 - 馬籠宿
- 第8弾 - 関の刃物（日本刀）
- 第9弾 - 淡墨桜
- 第10弾 - 枡

#### 静岡県
- 第1弾 - 茶（茶娘／茶畑）
- 第2弾 - うなぎ
- 第3弾 - 初景滝と「踊り子と私」
- 第4弾 - 大井川鐡道
- 第5弾 - わさび
- 第6弾 - 富士山本宮浅間神社
- 第7弾 - 徳川家康 with駿府城公園
- 第8弾 - 久能山東照宮
- 第9弾 - かつお
- 第10弾 - グランドピアノ

#### 愛知県
- 第1弾 - 鯱
- 第2弾 - 天むす
- 第3弾 - 織田信長
- 第4弾 - 犬山城
- 第5弾 - 八丁味噌
- 第6弾 - 喫茶店のモーニング
- 第7弾 - みそ煮込みうどん
- 第8弾 - ひつまぶし
- 第9弾 - 名古屋城
- 第10弾 - 招き猫

#### 三重県
- 第1弾 - 伊勢えび
- 第2弾 - 松坂牛
- 第3弾 - 萬古焼
- 第4弾 - 真珠
- 第5弾 - 海女さん
- 第6弾 - 伊勢流忍者 with上野城
- 第7弾 - 夫婦岩（二見興玉神社）
- 第8弾 - 獅子巌 with熊野大花火大会
- 第9弾 - てこね寿司
- 第10弾 - 紀州犬

#### 滋賀県
- 第1弾 - たぬき（信楽焼）
- 第2弾 - 彦根城・琵琶湖・竹生島
- 第3弾 - 近江商人
- 第4弾 - 盆梅
- 第5弾 - 鮒ずし
- 第6弾 - 石山寺
- 第7弾 - 近江八幡の水郷めぐり
- 第8弾 - 赤こんにゃく
- 第9弾 - 長浜曳山祭
- 第10弾 - 朱漆塗仏二枚胴具足

#### 京都府
- 第1弾 - 舞妓さん
- 第2弾 - 蛇の目傘
- 第3弾 - 京都タワー
- 第4弾 - 天橋立
- 第5弾 - 京野菜
- 第6弾 - 元離宮二条城
- 第7弾 - 龍安寺石庭
- 第8弾 - 北野天満宮
- 第9弾 - あん入り生八ツ橋
- 第10弾 - 鹿苑寺（金閣寺）

#### 大阪府
- 第1弾 - たこやき
- 第2弾 - 通天閣
- 第3弾 - 大阪城
- 第4弾 - 串カツ
- 第5弾 - 法善寺横丁
- 第6弾 - きつねうどん
- 第7弾 - 豊臣秀吉
- 第8弾 - お好み焼き
- 第9弾 - 豚まん
- 第10弾 - 大阪城鯱瓦

#### 兵庫県
- 第1弾 - コウノトリ
- 第2弾 - 神戸スペシャル
- 第3弾 - 姫路城
- 第4弾 - 明石焼（玉子焼）
- 第5弾 - 竹田城跡
- 第6弾 - 神戸北野異人館・風見鶏の館
- 第7弾 - 明石海峡大橋
- 第8弾 - 神戸夜景
- 第9弾 - 日本酒
- 第10弾 - えびす様（西宮神社）

#### 奈良県
- 第1弾 - シカ
- 第2弾 - 柿の葉寿司
- 第3弾 - 東大寺大仏殿
- 第4弾 - 吉野山の桜
- 第5弾 - 興福寺
- 第6弾 - 春日大社
- 第7弾 - 金魚すくい
- 第8弾 - 石舞台古墳
- 第9弾 - 高山茶筌
- 第10弾 - 薬師寺 東塔

#### 和歌山県
- 第1弾 - 梅干し
- 第2弾 - クジラ
- 第3弾 - 柿
- 第4弾 - 熊野古道
- 第5弾 - ジャイアントパンダ
- 第6弾 - 紀州へら竿
- 第7弾 - 高野山壇上伽藍
- 第8弾 - 白良浜（南紀白浜）
- 第9弾 - クエ（クエ料理）
- 第10弾 - 八咫烏（熊野本宮大社）

#### 鳥取県
- 第1弾 - 鳥取砂丘
- 第2弾 - 投入堂
- 第3弾 - しゃんしゃん傘
- 第4弾 - オシドリ
- 第5弾 - 倉吉白壁土蔵群・赤瓦 withはこた人形
- 第6弾 - 大山 withとっとり花回廊
- 第7弾 - 因幡の白うさぎ
- 第8弾 - 浦富海岸
- 第9弾 - 石谷家住宅
- 第10弾 - 蟹

#### 島根県
- 第1弾 - しじみ
- 第2弾 - 御取納丁銀
- 第3弾 - 牛突き
- 第4弾 - 石見神楽
- 第5弾 - 銅鐸
- 第6弾 - 津和野・鷺舞
- 第7弾 - 松江城
- 第8弾 - ローソク島
- 第9弾 - 宍道湖七珍
- 第10弾 - 出雲そば

#### 岡山県
- 第1弾 - 桃太郎
- 第2弾 - マスカット
- 第3弾 - ジーンズ
- 第4弾 - 岡山後楽園
- 第5弾 - 岡山白桃
- 第6弾 - 岡山ばら寿司
- 第7弾 - 倉敷美観地区（倉敷考古館と中橋）
- 第8弾 - 備中松山城
- 第9弾 - ママカリ
- 第10弾 - たまごかけごはん

#### 広島県
- 第1弾 - 牡蠣
- 第2弾 - しゃもじ withカープ坊や
- 第3弾 - お好み焼き
- 第4弾 - レモン
- 第5弾 - 熊野筆
- 第6弾 - もみじ饅頭
- 第7弾 - 鞆の浦
- 第8弾 - あなごめし
- 第9弾 - 尾道
- 第10弾 - けん玉

#### 山口県
- 第1弾 - ふく（ふぐ）
- 第2弾 - 錦帯橋
- 第3弾 - 金魚ちょうちん
- 第4弾 - 金子みすゞ
- 第5弾 - 大内塗（大内人形）
- 第6弾 - 吉田松陰 with松下村塾
- 第7弾 - 高杉晋作
- 第8弾 - 萩城下町
- 第9弾 - 瓦そば
- 第10弾 - 角島大橋

#### 徳島県
- 第1弾 - 阿波踊り
- 第2弾 - すだち
- 第3弾 - 渦潮
- 第4弾 - なると金時
- 第5弾 - 祖谷渓
- 第6弾 - 遊山箱
- 第7弾 - ウミガメ
- 第8弾 - 眉山
- 第9弾 - うだつの町並み
- 第10弾 - 祖谷のかずら橋

#### 香川県
- 第1弾 - 讃岐うどん
- 第2弾 - オリーブ
- 第3弾 - 丸亀うちわ
- 第4弾 - 旧金毘羅大芝居（金丸座）
- 第5弾 - 松盆栽
- 第6弾 - 丸亀城
- 第7弾 - 高松琴平電気鉄道
- 第8弾 - 瀬戸大橋
- 第9弾 - エンジェルロード
- 第10弾 - 小豆島手延素麺

#### 愛媛県
- 第1弾 - みかん
- 第2弾 - 道後温泉
- 第3弾 - 坊ちゃん列車 withマドンナ
- 第4弾 - 牛鬼 with宇和島城
- 第5弾 - 来島海峡大橋
- 第6弾 - タルト
- 第7弾 - 今治タオル
- 第8弾 - 松山城
- 第9弾 - 鯛めし
- 第10弾 - 宇和島鯛めし

#### 高知県
- 第1弾 - 土佐闘犬
- 第2弾 - 坂本龍馬
- 第3弾 - 鳴子
- 第4弾 - カツオのたたき
- 第5弾 - 高知城
- 第6弾 - 四万十川
- 第7弾 - 柚子
- 第8弾 - とさでん withはりまや橋
- 第9弾 - 茄子
- 第10弾 - よさこい祭り

#### 福岡県
- 第1弾 - めんたいこ
- 第2弾 - とんこつラーメン
- 第3弾 - 博多祇園山笠
- 第4弾 - あまおう
- 第5弾 - 柳川川下り
- 第6弾 - 博多人形
- 第7弾 - もつ鍋
- 第8弾 - 水炊き
- 第9弾 - 鉄なべ餃子
- 第10弾 - やきとり

#### 佐賀県
- 第1弾 - 唐津くんち
- 第2弾 - 呼子のイカ
- 第3弾 - 有田焼
- 第4弾 - バルーン
- 第5弾 - 竹崎カニ
- 第6弾 - 武雄温泉楼門
- 第7弾 - 佐賀海苔
- 第8弾 - 吉野ヶ里遺跡
- 第9弾 - ムツゴロウ
- 第10弾 - ハッチョウトンボ

#### 長崎県
- 第1弾 - グラバー邸
- 第2弾 - 長崎くんち
- 第3弾 - 卓袱料理
- 第4弾 - ツシマヤマネコ
- 第5弾 - 長崎夜景
- 第6弾 - 皿うどん
- 第7弾 - 端島（軍艦島）
- 第8弾 - カステラ
- 第9弾 - 大浦天主堂
- 第10弾 - 五島うどん

#### 熊本県
- 第1弾 - 辛子れんこん
- 第2弾 - 熊本城
- 第3弾 - 通潤橋
- 第4弾 - 阿蘇山
- 第5弾 - イルカ・ウォッチング
- 第6弾 - 八代妙見祭
- 第7弾 - スイカ
- 第8弾 - トマト
- 第9弾 - 馬刺し
- 第10弾 - 熊本城大天守鯱

#### 大分県
- 第1弾 - 地獄谷
- 第2弾 - 関アジ・関サバ
- 第3弾 - 双葉山
- 第4弾 - からあげ・とり天
- 第5弾 - 由布院温泉
- 第6弾 - 大分かぼす
- 第7弾 - 城下カレイ
- 第8弾 - 臼杵石仏
- 第9弾 - 宇佐神宮
- 第10弾 - サル（高崎山）

#### 宮崎県
- 第1弾 - マンゴー
- 第2弾 - 宮崎県庁舎
- 第3弾 - はにわ
- 第4弾 - 手力雄命
- 第5弾 - 日向夏
- 第6弾 - チキン南蛮
- 第7弾 - 都井岬
- 第8弾 - 青島神社
- 第9弾 - スイートピー
- 第10弾 - 高千穂峡

#### 鹿児島県
- 第1弾 - くろじょか
- 第2弾 - 西郷隆盛
- 第3弾 - 桜島
- 第4弾 - 砂むし風呂
- 第5弾 - かごしま黒豚
- 第6弾 - 出水のツル
- 第7弾 - 桜島大根
- 第8弾 - さつまいも
- 第9弾 - 白熊
- 第10弾 - 種子島宇宙センター

#### 沖縄県
- 第1弾 - シーサー
- 第2弾 - ゴーヤ
- 第3弾 - 琉球舞踊
- 第4弾 - 三線
- 第5弾 - エイサー
- 第6弾 - 竹富島
- 第7弾 - 首里城
- 第8弾 - パインアップル
- 第9弾 - 空手道
- 第10弾 - シーサー

### 第10弾エリアセット限定カード（計11種）
- 北海道エリア - 小樽運河（雪あかり）
- 東北エリア - 笹かまぼこ
- 北陸エリア - 獅子頭
- 信越エリア - スノーモンキー
- 東海エリア - 飛騨のさるぼぼ
- 関東エリア - 紅富士（富士山）
- 近畿エリア - 東山慈照寺（銀閣寺）
- 中国エリア - 出雲ぜんざい
- 四国エリア - 四国遍路
- 九州エリア - 屋台
- 沖縄エリア - イリオモテヤマネコ

## その他
- 絵柄面には、ローマ字表記で原則として都道府県名（「HOKKAIDO」「AOMORI」など）が記載されているが、以下は例外となっている。
  - ご当地フォルムカード富士山のローマ字記載は「FUJISAN」。
  - 第10弾エリアセット限定カードの記載は、エリア名（「HOKKAIDO」「TOHOKU」など）。関東エリアの紅富士カードだけは「FUJISAN」である。
  - なお、イベント限定版 高尾山のローマ字記載は「TOKYO」である。